# Euphorbia cap-saintemariensis
Euphorbia cap-saintemariensis es una especie fanerógama perteneciente a la familia Euphorbiaceae. 

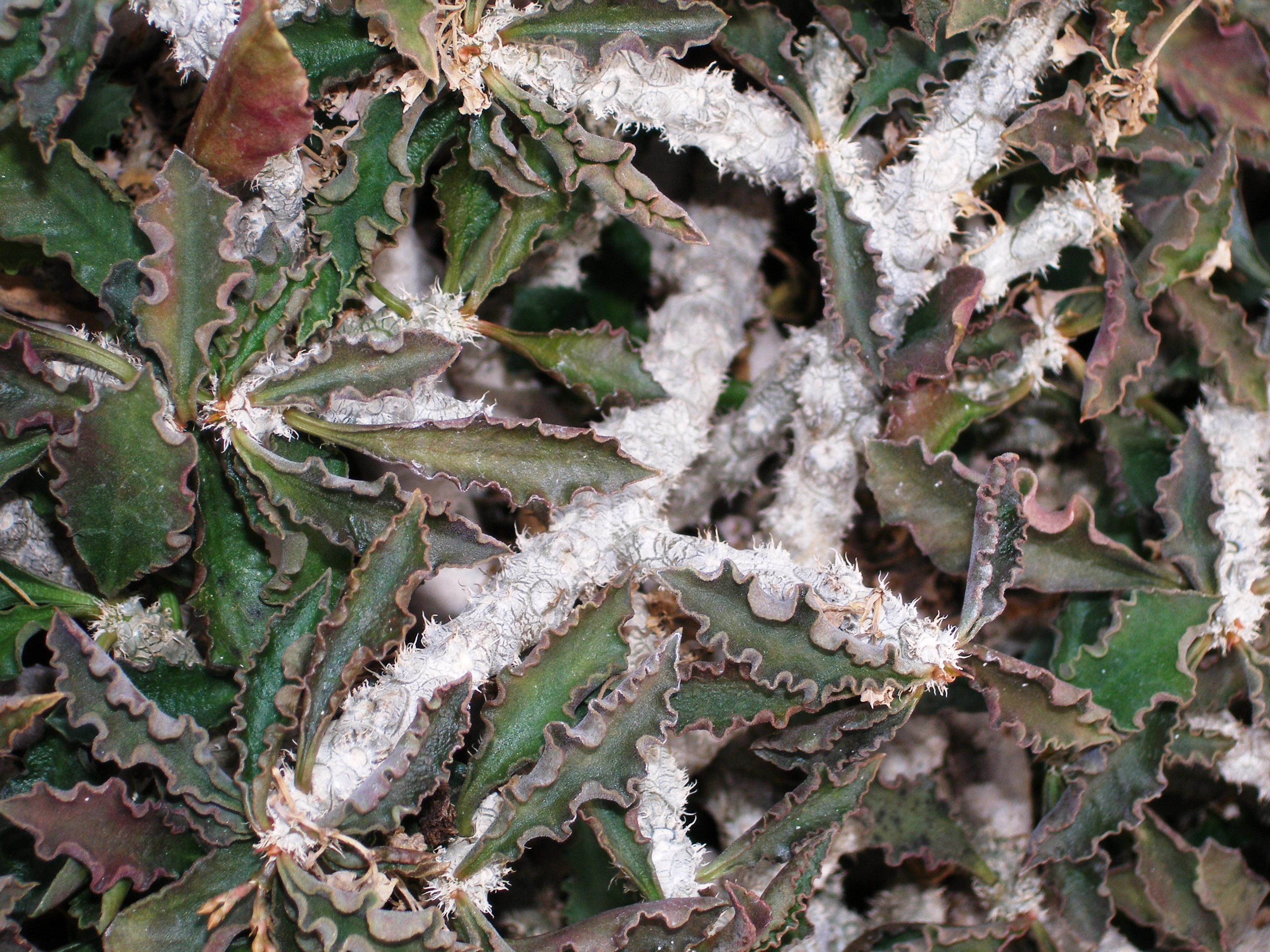
Vista de la planta

## Distribución y hábitat
Es endémica de Madagascar donde se encuentra en la Provincia de Toliara. Se hábitat natural son las áreas rocosas. Está tratada en peligro de extinción por pérdida de hábitat. 

## Taxonomía
Euphorbia cap-saintemariensis fue descrita por Werner Rauh y publicado en National Cactus and Succulent Journal 25(4): 100. 1970.
Etimología
Euphorbia: nombre genérico que deriva del médico griego del rey Juba II de Mauritania (52 a 50 a. C. - 23), Euphorbus, en su honor – o en alusión a su gran vientre –  ya que usaba médicamente Euphorbia resinifera. En 1753 Carlos Linneo asignó el nombre a todo el género.
cap-saintemariensis: epíteto
Sinonimia
- Euphorbia cap-saintemariensisauh
- Euphorbia decaryi var. cap-saintemariensis (Rauh) Cremers[4]